# Tokyo Crash Mobs
Tokyo Crash Mobs, conocido en Japón como Gyoretsu Nageloop (行列ナゲループ Gyoretsu Nagerupu?) es un videojuego desarrollado por Mitchell y distribuido por Nintendo para su consola portátil Nintendo 3DS, disponible en la tienda virtual Nintendo eShop. Salió a la venta el 8 de agosto de 2012 en Japón, y el 17 de enero de 2013 en América y Europa.

## Modo de juego
Tokyo Crash Mobs es un juego de puzles de acción en el que hay que librarse de las colas alineando scenesters (personas que están en la cola) del mismo color para hacerlos desaparecer. El juego cuenta con dos modos de juego: Story Mode (Modo historia) y Challenge Mode (Modo desafío). El Story Mode consta de tres tipos de niveles que siguen el mismo orden. Hay un total de 21 niveles, repartidos a lo largo de tres semanas. Jugando un nivel se desbloquerá el siguiente. Los tres niveles son:
- Niveles de Grace: la protagonista tiene que conseguir estar entre los diez primeros puestos en una cola, esto solo es posible eliminando a suficientes scenesters.

- Niveles de Savannah: en este caso hay que eliminar a los scenesters antes de que pulsen uno o varios botones, ya que si esto ocurre la protagonista será enviada al espacio exterior.

- Niveles de Team Battle: son niveles especiales que utilizan al sensor de giro de la Nintendo 3DS. Hay que eliminar a los ninjas del centro de la pantalla. Para superar el nivel es necesario eliminar al número requerido de ninjas antes de que se acabe la vida.

En el Challenge Mode hay que eliminar scenesters y ninjas. Al igual que en el Story Mode hay tres niveles:
- Niveles de Grace: para superar el nivel es necesario eliminar 999 scenesters. Si Grace alcanza el borde de la pantalla y el cartel de Game Over, la partida se acabará.

- Niveles de Savannah: hay que eliminar a los scenesters que se acercan desde el borde de la pantalla. El nivel se supera alcanzando un rango superior a 99. Si un scenesters alcanza el botón, la partida se acabará.

- Niveles de Team Battle: el modo de juego consiste en eliminar ninjas hasta conseguir un rango superior a 9. La partida se acabará cuando se acabe la vida del jugador.